# القريه العليا (جبلة)

تعديل مصدري - تعديل

القرية العليا محلة تابعة لقرية المنازلة، التابعة لعزلة الربادي بمديرية جبلة إحدى مديريات محافظة إب في الجمهورية اليمنية، بلغ تعداد سكانها 193 حسب تعداد اليمن لعام 2004.